# Abbenrode
Abbenrode est un village de la Saxe-Anhalt, dans l'arrondissement de Harz, appartenant depuis 2010 à la commune unie du Nordharz. Sa population au recensement du 31 décembre 2009 était de 916 habitants.

## Géographie

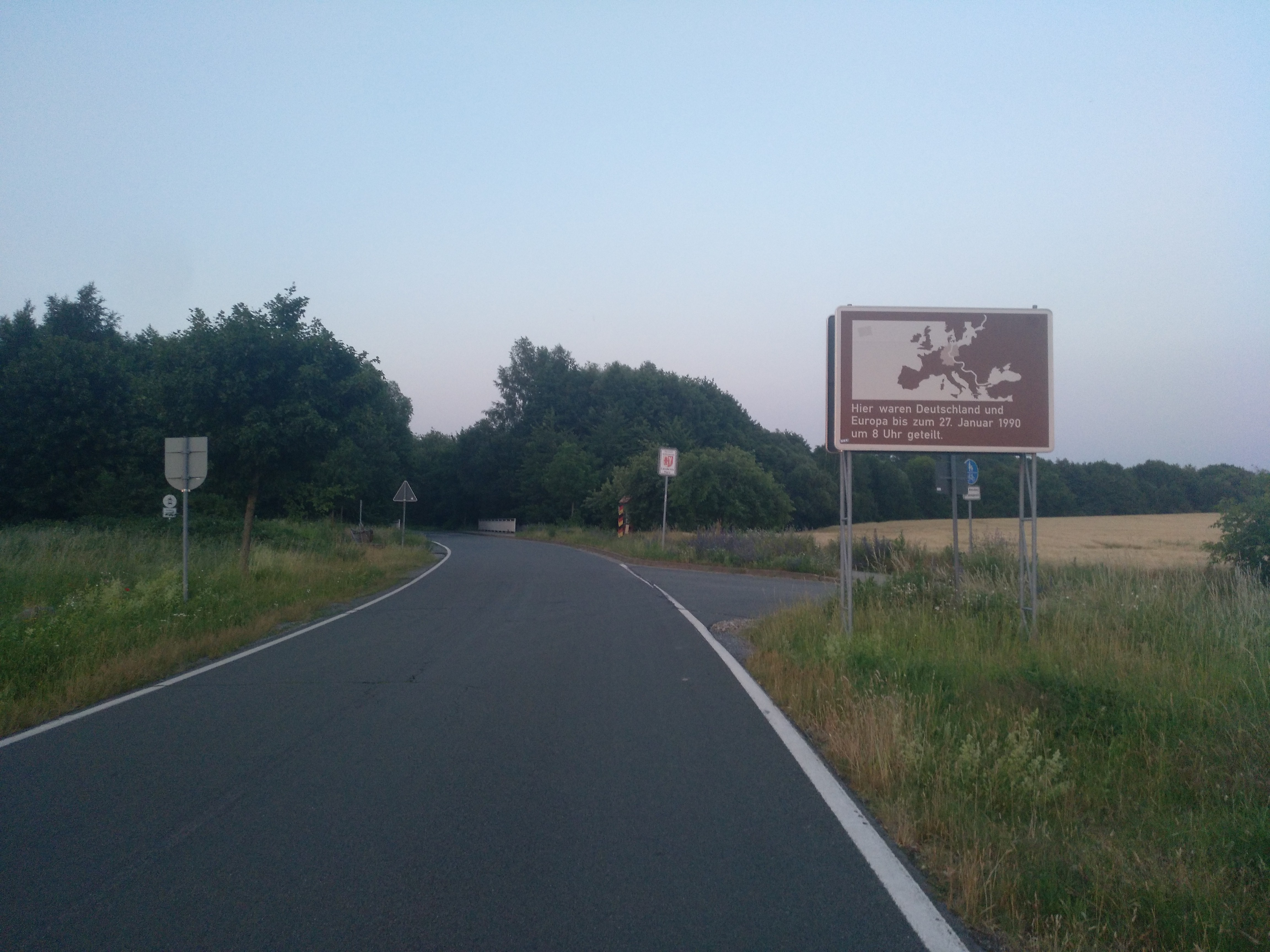
L'ancienne frontière interallemande à Abbenrode.

Le village se situe au piémont septentrionale du massif de Harz à proximité immédiate de la frontière avec la Basse-Saxe, l'ancienne frontière interallemande.

## Histoire
Abbenrode fut mentionné pour la première fois dans un acte du 13 juin 1129, lorsque le roi Lothaire de Supplinbourg confirme la vente du manoir dans le duché de Saxe (Ostphalie) par le comte palatin Frédéric IV de Goseck à Gebhard de Lochtum. Pendant des siècles, le village était situé à l'extrême ouest de la principauté épiscopale d'Halberstadt, tout près de la frontière avec l'évêché de Hildesheim. 
Dans le village il y avait un cloître des Augustins fondé par Rodolphe Ier, évêque  d'Halberstadt, en 1141. Le premier prévôt descendait de l'abbaye de Stötterlingenburg. Ne disposant que d'un nombre limité de biens, le couvent rivalisait avec l'abbaye d'Ilsenburg ; vers l'an 1252, il passa à l'ordre cistercien. Les Templiers ont racheté le 1er juillet 1289 le manoir qui appartenait alors à l'abbaye cistercienne de Wöltingerode (de) près de Vienenburg. L'abbaye d'Abbenrode (de) fut détruite en 1525 pendant la guerre des Paysans et abandonnée en 1554.
Après la sécularisation de l'ancienne principauté épiscopale selon les traités de Westphalie en 1648, les domaines appartenaient à la principauté d'Halberstadt, dirigée par l'État de Brandebourg-Prusse puis par le royaume de Prusse. À la suite du congrès de Vienne en 1815, le village est incorporé dans le district de Magdebourg au sein de la Saxe prussienne.